# Isztimér
Isztimér es un pueblo húngaro perteneciente al distrito de Mór, condado de Fejér.

## Superficie
Cuenta con una superficie de 53,88 km².

## Demografía
Hasta 2024 la población era de 895 habitantes, con una densidad de población de 16,61 hab/km².
| Gráfica de evolución demográfica de Isztimér entre 2020 y 2024 |
|                                                                |
| Datos según la Oficina Central de Estadística de Hungría.      |